# Roodborst
De roodborst of het roodborstje (Erithacus rubecula) is een zangvogel uit de familie Muscicapidae (vliegenvangers).

## Kenmerken
Het is een vrij gedrongen vogeltje en zowel mannetjes als vrouwtjes hebben een opvallende bruinrode tot oranje keel. De staart is roodbruin, de rug bruin en de buik lichtgekleurd. De zang is het hele jaar te horen. Hij begint 's ochtends te zingen als het nog donker is. Bij gevaar stoot hij de kreet 'tsik' uit. Een bijzonderheid van de roodborst is dat ook de vrouwtjes zingen, vooral in de herfst. Jonge vogels hebben een gespikkelde kop en borst. Het vogeltje is 14 cm lang.

### Agressie
Tegen soortgenoten zijn zowel mannetjes als vrouwtjes heel agressief. Zowel in de zomer als in de winter verdedigen zij hun territorium fel. Daarom leven de roodborstjes veelal solitair. Omdat de meeste vogels zichzelf niet herkennen in hun spiegelbeeld zijn ze ook agressief tegen hun eigen spiegelbeeld, zoals een weerspiegeling in venster van een huis. Dit kan ertoe leiden dat ze in het broedseizoen hun eigen broedsel verwaarlozen. Het kinderliedje van Jan Goeverneur, waarin een roodborst tegen het raam tikt om erin te mogen, is gebaseerd op dit gedrag, dat dus niet bedoeld is om kruimeltjes brood te krijgen.

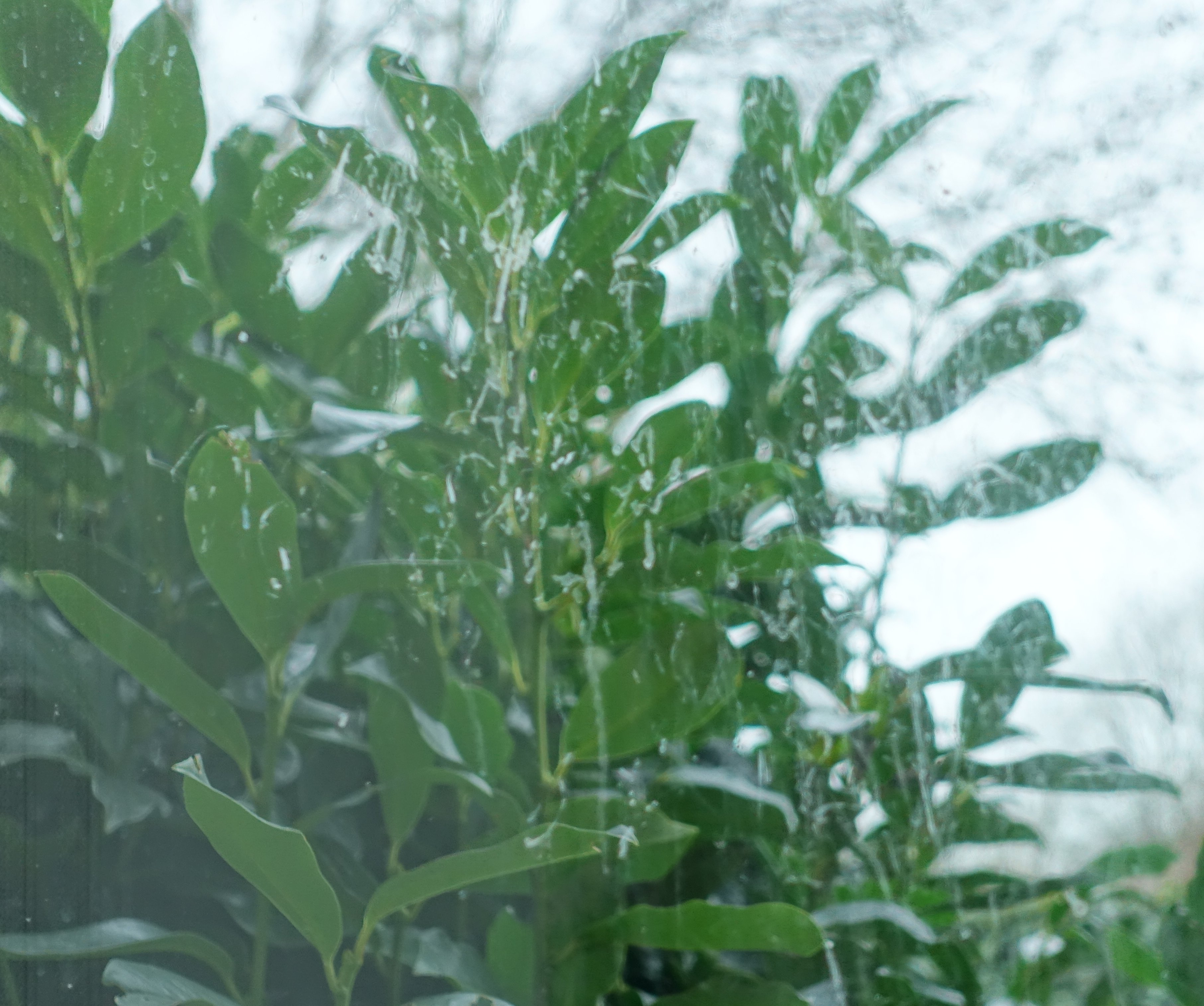
Sporen van een agressief roodborstje op recent gelapte ramen van een woning

### Voedsel
Het roodborstje eet voornamelijk op de grond levende insecten (vooral kevers) en slakken, wormen en spinnen. Van de herfst tot vroeg in de lente vormen wormen, fruit en bessen een belangrijk deel van zijn dieet.

## Verspreiding en leefgebied
De roodborst komt voor in grote delen van Europa  en in West-Azië. Het verspreidingsgebied van het roodborstje strekt zich uit over Europa en West-Siberië tot bij de poolcirkel, tot Zuid-Algerije en de Atlantische Oceaan en op de Azoren en Madeira. In het zuidoosten strekt het gebied zich uit tot aan de Kaukasus.
's Zomers broedt de roodborst in gaten en spleten in muren, aan slootkanten, in heggen, in klimop, in bossen, in parken en in tuinen. 
De soort telt negen ondersoorten:
- E. r. melophilus (Britse roodborst): de Britse Eilanden.
- E. r. rubecula: van continentaal Europa tot het Oeralgebergte, westelijk Turkije, de Oost-Atlantische eilanden en noordwestelijk Marokko.
- E. r. superbus: de centrale Canarische Eilanden.
- E. r. marionae: Gran Canaria
- E. r. witherbyi: noordelijk Algerije en noordelijk Tunesië.
- E. r. valens: het zuidelijke Krimschiereiland.
- E. r. caucasicus: oostelijk Turkije en de Kaukasus.
- E. r. hyrcanus: zuidoostelijk Azerbeidzjan en noordelijk Iran.
- E. r. tataricus: het Oeralgebergte en zuidwestelijk Siberië.

De exemplaren die men 's winters in de tuin ziet zijn veelal afkomstig uit noordelijker gelegen gebieden. Deze komen in de herfst naar de Lage Landen, maar aangezien de bosterritoria dan reeds bezet zijn door onze inheemse exemplaren moeten ze hun toevlucht in tuinen zoeken. De broedvogels van Nederland en België zijn deels trekvogels die in Spanje overwinteren en deels overwinteraars, die dan vaak ook opschuiven naar stadstuinen. 's Zomers wordt er een kleiner aantal roodborstjes waargenomen in Nederland.

## Voortplanting
Het roodborstje broedt van april tot in juli. Het komvormige nest dat door het vrouwtje van mos en droge bladeren is gebouwd, wordt goed verborgen direct op de grond geplaatst. Hij heeft in die periode twee legsels, met ieder vijf tot zeven eieren. De eieren zijn gemiddeld 2,5 cm lang en blauw-wittig van kleur met kleine rode vlekjes.

## Status in Nederland
Het roodborstje is een algemene broedvogel in Nederland en de aantallen nemen toe. In de periode 2018-2020 waren er naar schatting 300-430 duizend broedparen in Nederland. Dat is bijna een verdubbeling sinds 1984.

## Trekgedrag
Het roodborstje heeft een intern kompas dat helpt bij het vinden van de trekrichting in het migratieseizoen en is de eerste vogel waarbij dat is vastgesteld.

## Symboliek
De roodborst wordt wel beschouwd als een symbool van hoop, vernieuwing en liefde, maar kan ook de brenger van onheil zijn.

## Trivia
- Volgens een bron uit 1802 is het vlees van de roodborst mals, licht verteerbaar en bijna net zo smakelijk als dat van de vink.[13]
- De roodborst is de Nationale vogel van het Verenigd Koninkrijk.

## Galerij

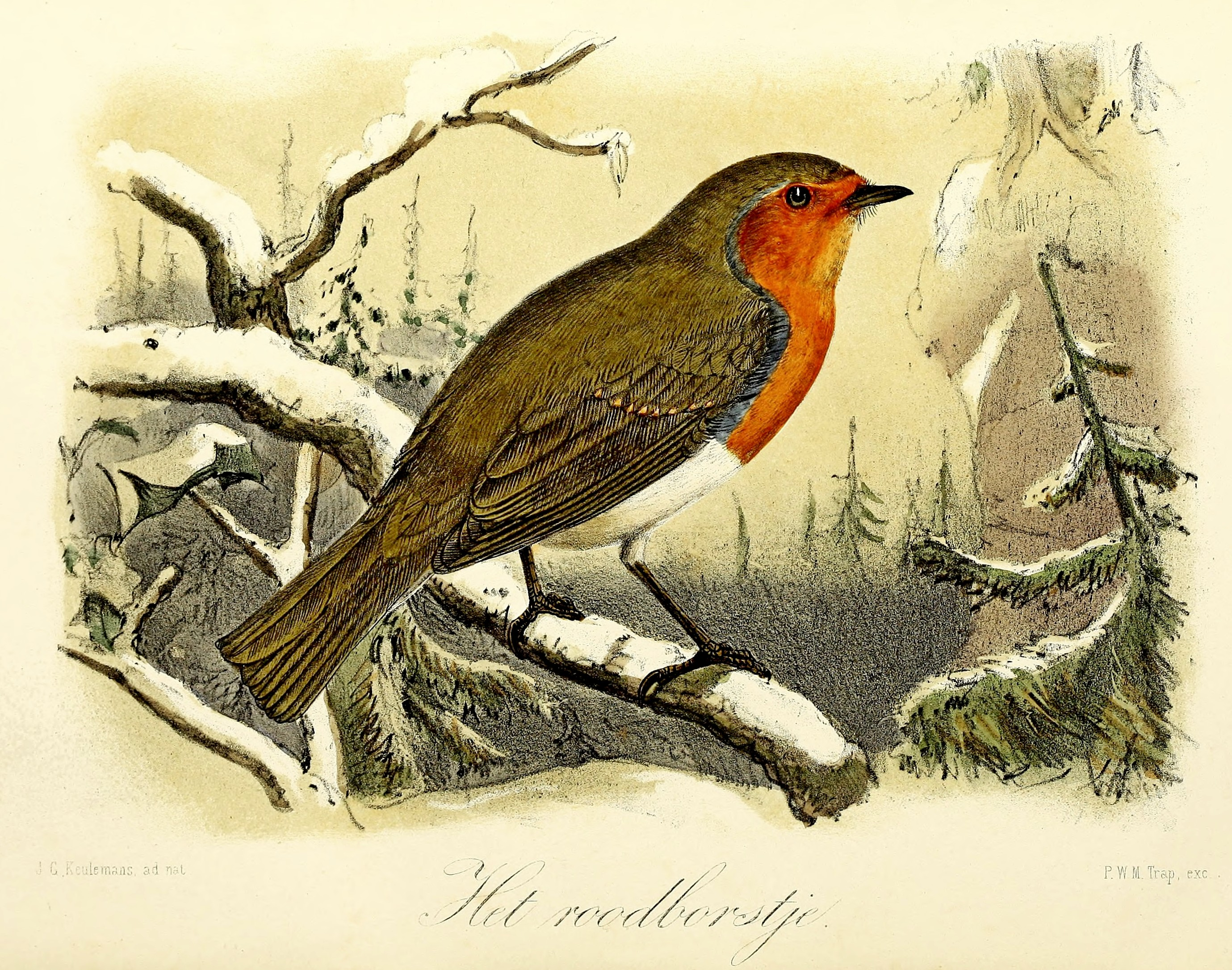
Het roodborstje (1869), John Gerrard Keulemans
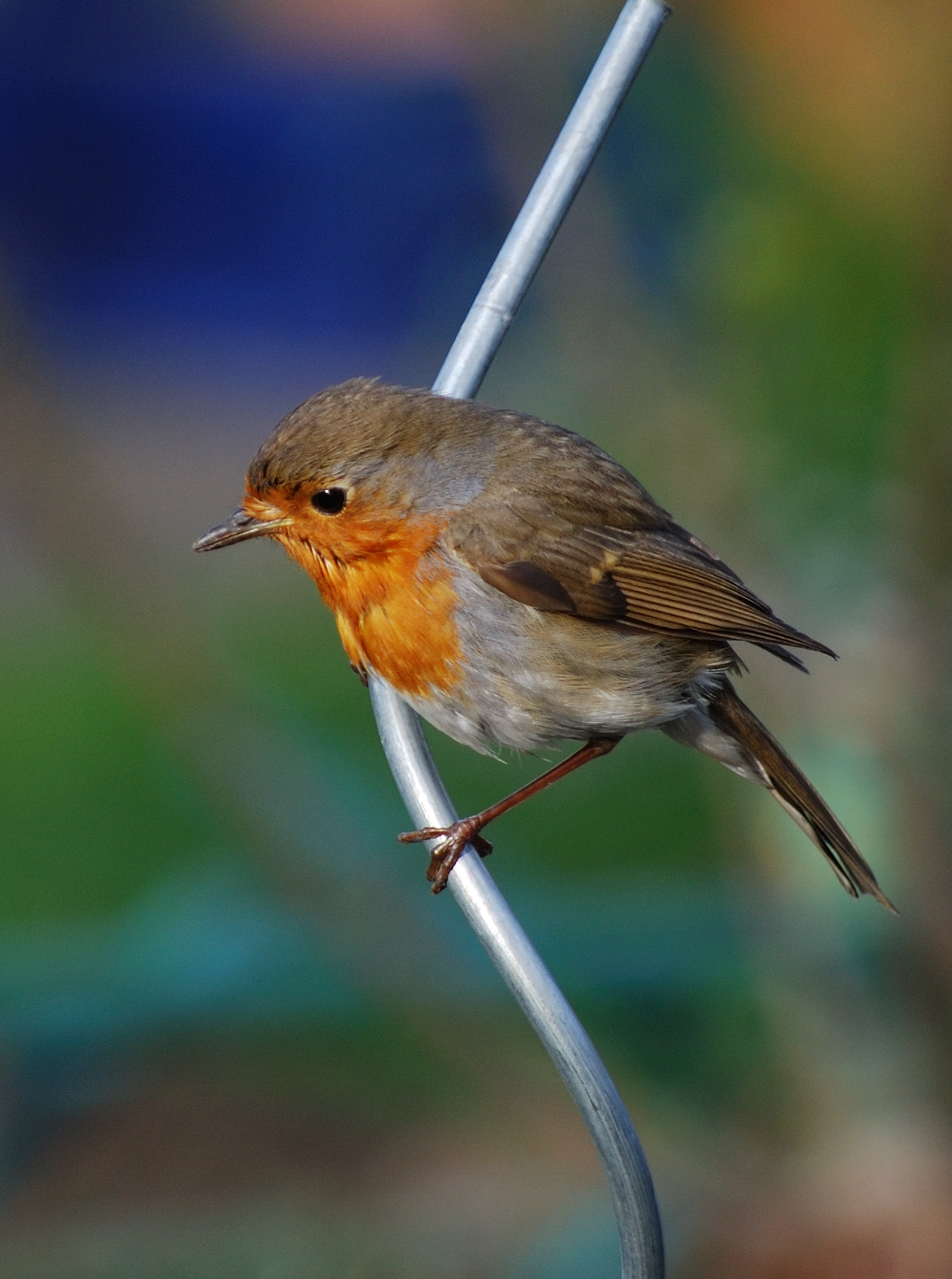
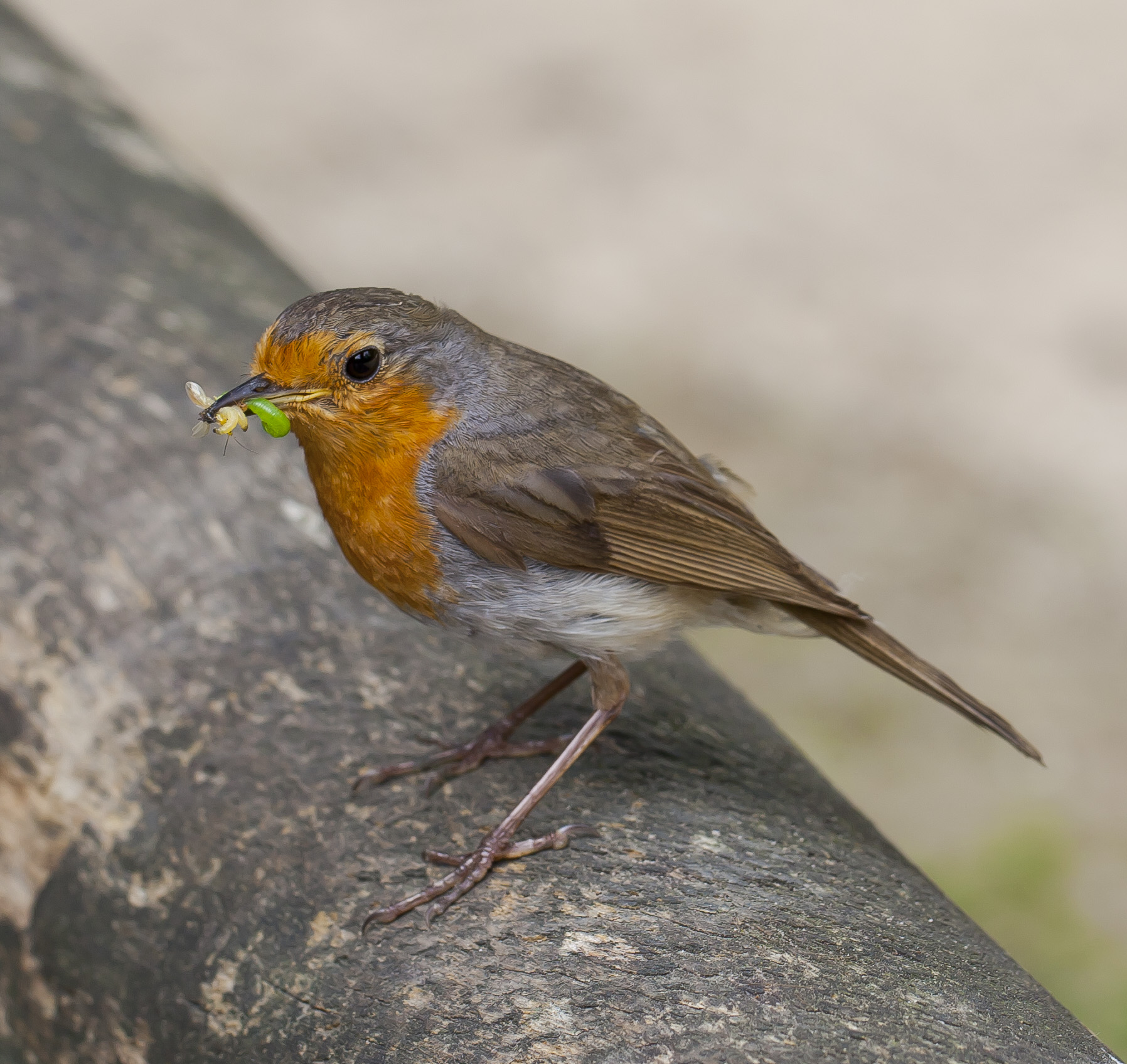
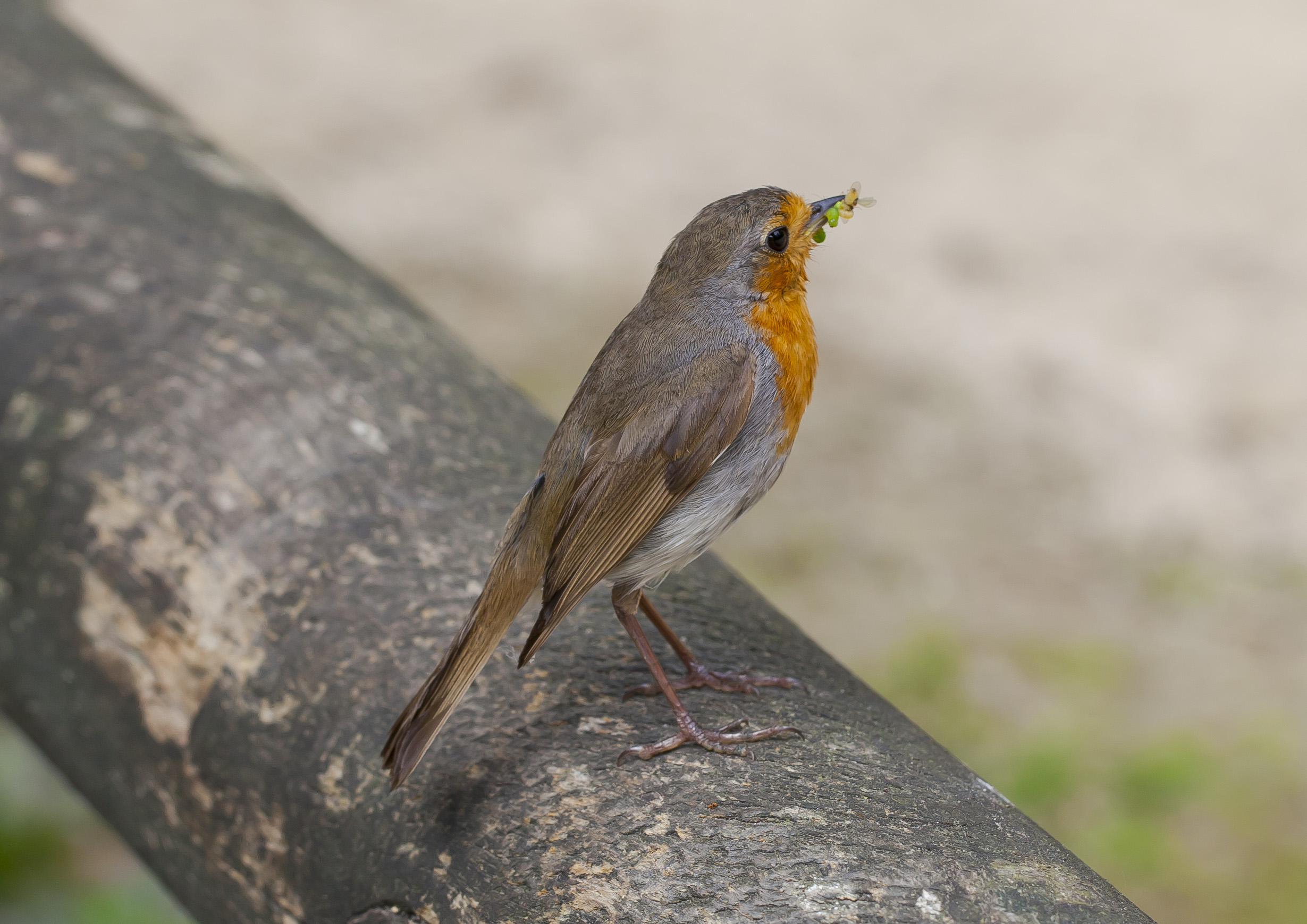
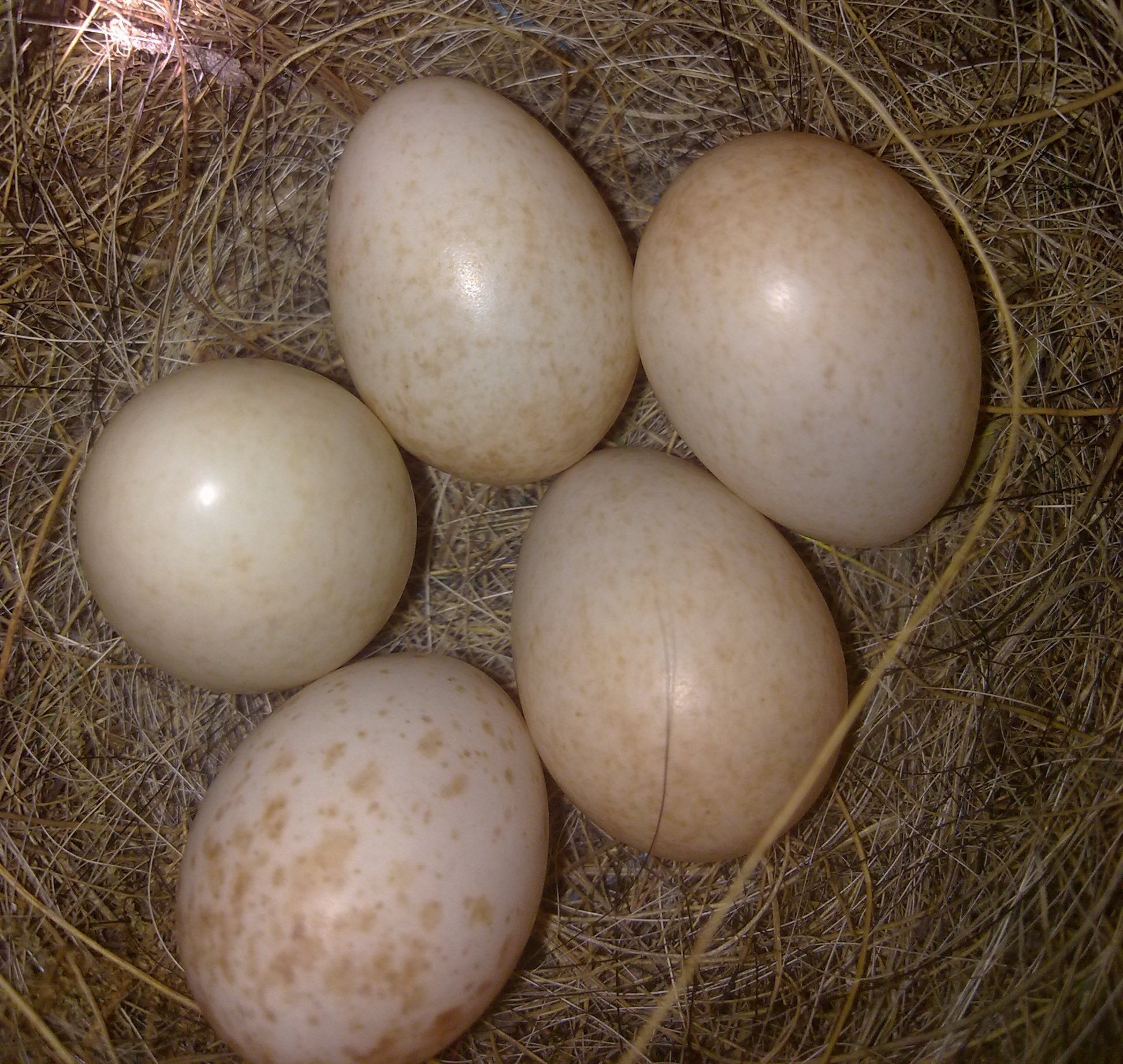
Eieren
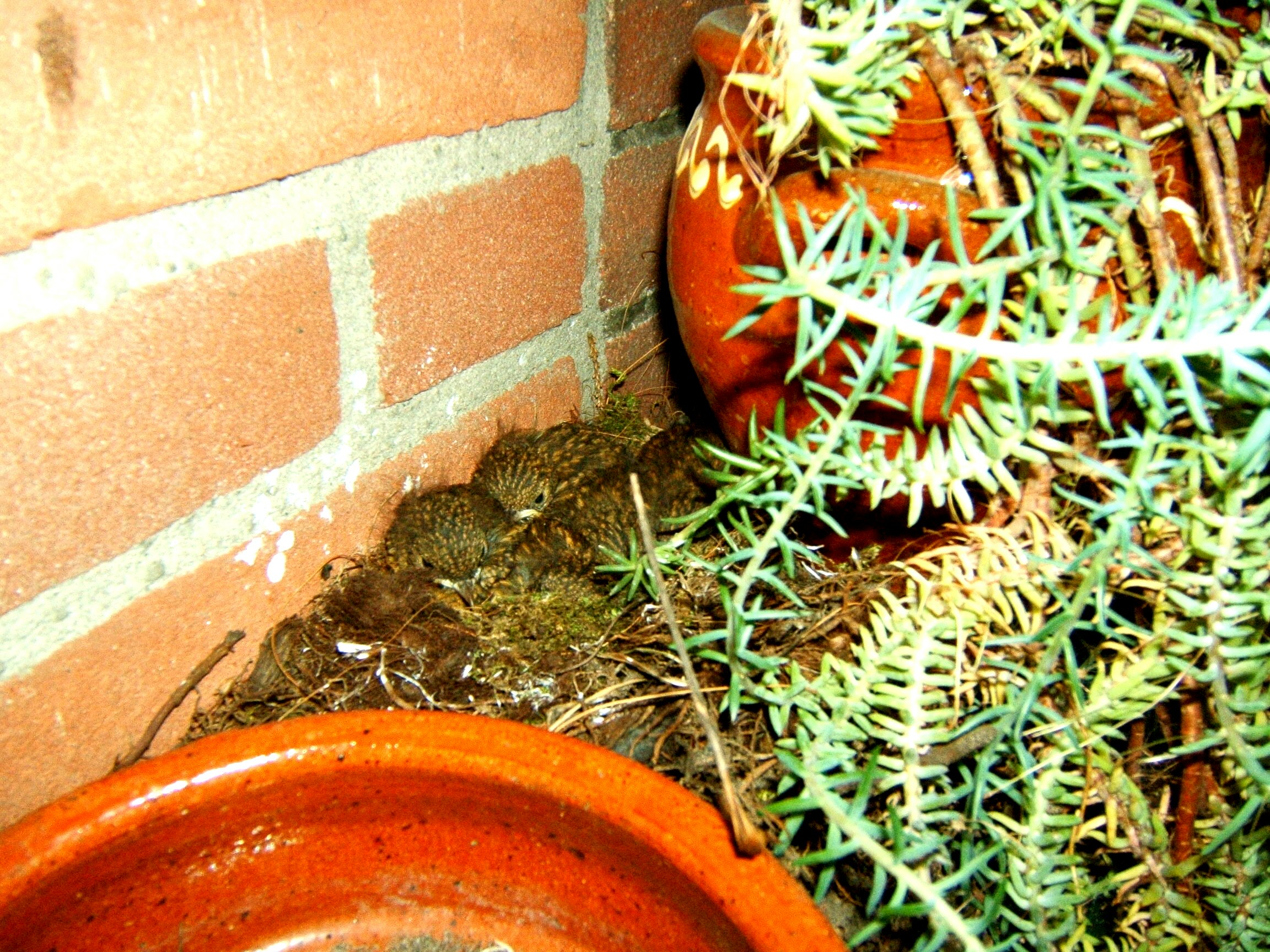
Nestje jonge roodborstjes
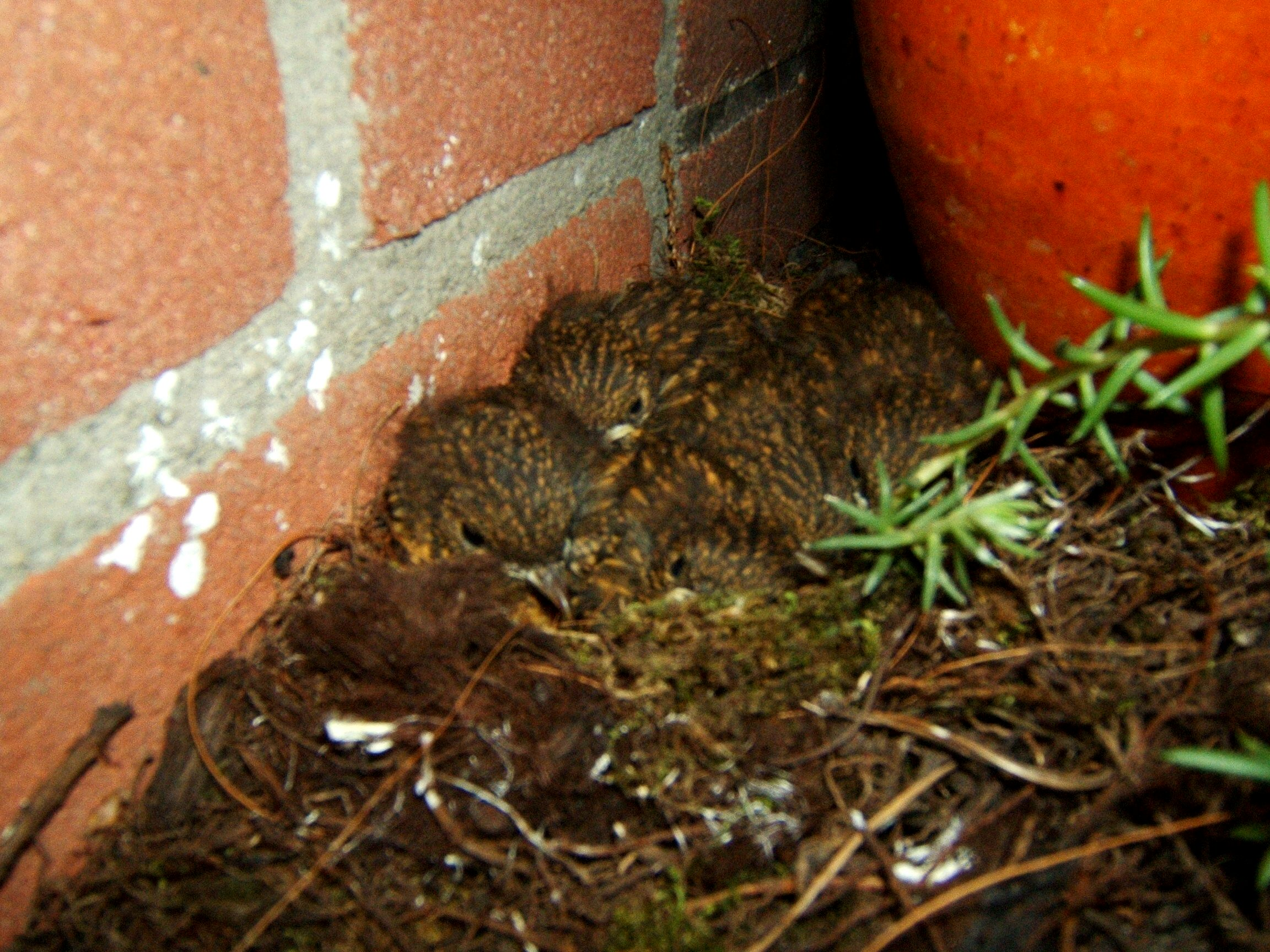
Nestje jonge roodborstjes
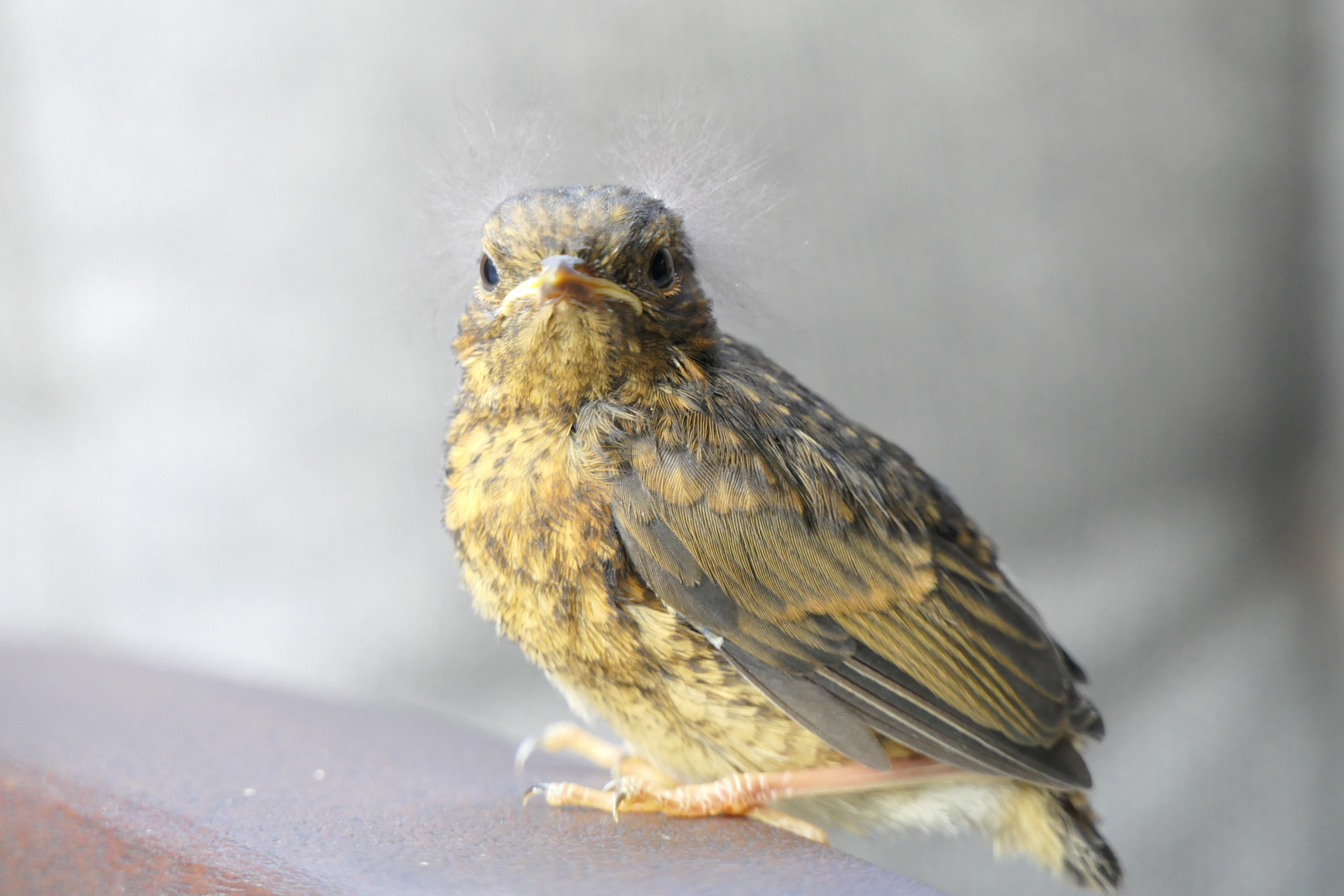
Jonge roodborst direct na verlaten van het nest
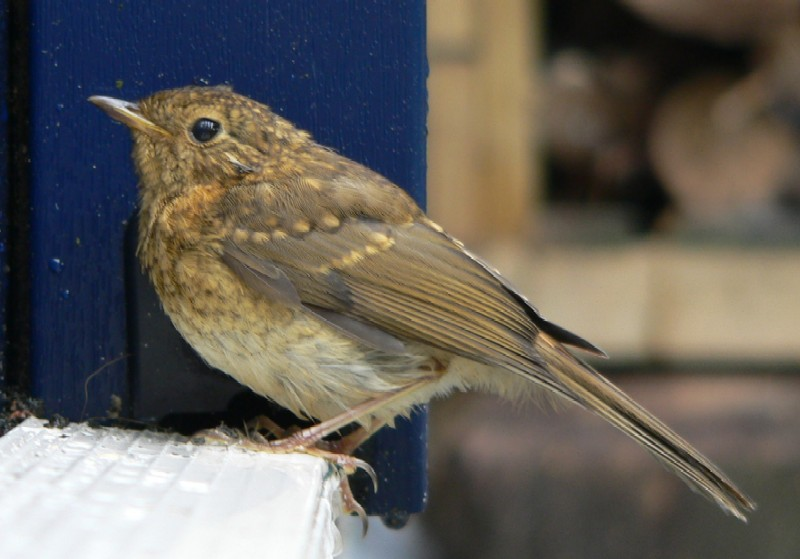
Jonge roodborst